# Jarryd Baxter
Pour les articles homonymes, voir Baxter.
Jarryd Liam Baxter, né le 23 mars 1999 à Johannesbourg, est un nageur sud-africain. 

## Carrière
Jarryd Baxter est médaillé d'or du 200 mètres quatre nages aux Championnats d'Afrique de natation 2016 à Bloemfontein.